# 신세계인터내셔날
신세계인터내셔날(Shinsegae International Inc.)은 신세계그룹의 패션 회사로 대한민국의 대기업이다.
 신세계인터내셔날(신세계인터)의 지배구조 준수율이 크게 개선된 것으로 알려져 있다
2022년 창사 이래 최대 규모의 결산배당을 지급하였다.

## 참고문헌
1. ↑  이은서, 신세계인터내셔날, 패션사업 가라 앉고 화장품은 약진...화장품 비중 30%로 '쑥',  《소비자가 만드는 신문》 2023.11.30
2. ↑  박성민, 신세계인터, 기업지배구조 '환골탈태', 2023.07.18
3. ↑  남희헌, 신세계인터내셔날 작년 배당금 178억 지급 '역대 최고', 정유경 27억, 비지니스포스트, 2023-02-07